# You’ve Got Time
«You’ve Got Time» es el tema musical de apertura de la serie de televisión Orange Is the New Black. Escrita e interpretada por Regina Spektor, la canción estuvo nominada en la 56.ª edición de los Premios Grammy como Mejor Canción Escrita para un Medio Visual.

## Composición
La canción fue escrita especialmente para la serie de Netflix Orange Is the New Black por la cantante y pianista estadounidense de origen ruso Regina Spektor, quien fue contactada por la autora de la serie, Jenji Kohan. Dijo Kohan: «Escuché obsesionada los álbumes de Regina mientras escribía la serie, e inmediatamente pensé en ella para nuestro tema musical». Spektor ya había interpretado una cortina musical para otra serie de Kohan, Weeds; en aquella oportunidad, se trató de una versión del tema «Little Boxes», compuesto en 1962 por Malvina Reynolds y popularizado al año siguiente por Pete Seeger.
Kohan le permitió a Spektor acceder al montaje de los episodios mientras la primera temporada de la serie estaba aún en producción. Spektor declaró haber compuesto la canción mientras «pensaba en la idea de cómo sería estar en prisión y los diferentes estados mentales». Luego de grabar la canción con el productor Rob Cavallo, Spektor le llevó a Kohan la maqueta del tema, con temor de que a Kohan no le gustase: «Le llevamos la mezcla y la escuchamos con auriculares, casi conteniendo la respiración, como preguntándonos “¿Le gustará?”. Y luego ella [Kohan] dijo: “¡Esto es sencillamente genial, me encanta! ¡Va a encajar muy bien!».
En 2019 y para conmemorar el final de Orange is the New Black, Spektor grabó una versión con orquesta; coproducida por la cantante y Jack Dishel, participan el multinstrumentista Rob Moose y miembros del ensamble yMusic. Esta versión integra el último episodio de la serie.

## Crítica
La canción tuvo buena repercusión. Casey Cipriani, del sitio web de reseñas de películas IndieWire, comentó que la letra de la canción, sugiriendo animales atrapados en una jaula, era ideal para la serie. Garin Pirnia, de la revista Rolling Stone, señaló que luego de ese comienzo «agresivo» de la guitarra de Spektor, «“You’ve Got Time” se suaviza durante el interludio, lo que genera una atmósfera de esperanza. Cuando Spektor canta el estribillo, este opera literalmente como tópico de la prisión, pero también alude a temas propios de la serie como la redención y el perdón». Stereogum la describe como «rápida y reluciente», y afirma que aleja a Spektor de su estilo inicial más similar al de cantantes como Fiona Apple.
«You’ve Got Time» estuvo nominada en la categoría Mejor Canción Escrita para un Medio Visual en la 56.ª entrega de los Premios Grammy; fue la primera nominación de Spektor a estos premios. El sitio web especializado en televisión TVLine la incluyó en su lista de las mejores temas de apertura de la década de 2010.
El dúo texano The Wind and The Wave la versionó para su álbum de 2015 Covers One.